# 仙山 (列車)
仙山（せんざん）は、日本国有鉄道（国鉄）・東日本旅客鉄道（JR東日本）が仙台 - 山形間を仙山線・奥羽本線経由で運転していた急行列車・快速列車。愛称は発着地の仙台市と山形市に由来する。
土曜・休日運転列車には「ホリデー仙山」の姉妹列車も存在したが、2004年10月16日のダイヤ改正で仙台支社管内の快速列車の運行系統整理に伴い定期列車「仙山」「ホリデー仙山」の愛称は廃止・消滅した。ただし紅葉シーズンに運転される臨時列車「仙山もみじ」は2021年現在でも愛称が付与される。

## 沿革
詳細は仙山線#運行形態も参照。
- 1963年（昭和38年）10月：仙台 - 山形・上ノ山（現・かみのやま温泉）間の準急列車として運転開始。
- 1968年（昭和43年）10月：全列車が仙台 - 山形間の「急行列車」に格上げ。
- 1982年（昭和57年）11月15日：「快速列車」に格下げ。
- 1985年（昭和60年）3月：仙台 - 山形間ノンストップの特別快速1往復運転開始。
- 1986年（昭和61年）11月：一部列車が上ノ山までの延長運転を再開。
- 1990年（平成2年）9月：山形新幹線建設工事に伴う奥羽本線の運休による東北新幹線へのアクセス機能補完のため新庄発着列車を運転開始。
- 1992年（平成4年）11月2日：奥羽本線福島 - 山形間標準軌化に伴う線路切替のためこの日の運転をもって上ノ山発着列車を廃止。
- 1998年（平成10年）12月：仙山間ノンストップの特別快速が北仙台・山寺に停車。また山形新幹線新庄延伸工事に伴う運休により全列車が仙台 - 山形間の運転となる。
- 2001年（平成13年）4月1日：仙山線の休日ダイヤ導入に伴い特別快速・快速に「ホリデー仙山」の愛称を設定。
- 2003年（平成15年）10月：特別快速廃止。
- 2004年（平成16年）10月：仙山線の休日ダイヤ廃止に伴い快速「ホリデー仙山」廃止。ならびに平日の「仙山」も愛称を廃止[1]。

## 運行概況

### 運用に充当されていた車両
- 455・457系
- 719系

### 停車駅
以下は一例であり実際はさまざまな停車パターンが組まれた。
- 急行「仙山」・「あさひ」→「べにばな」・「月山」：仙台駅 - 北仙台駅 - 愛子駅 - 作並駅 - 山寺駅 - 北山形駅 -山形駅（所要平均71 - 75分）
- 特別快速（運転開始時）：仙台 - 山形（所要平均51分）
- 特別快速（1998年〈平成10年〉以降）：仙台 - 北仙台 - 山寺 -山形（所要平均57分）
- 快速　仙台 - 北仙台 - 愛子 - 作並 - 山寺 - 北山形 - 山形（所要平均65 - 70分）

1988年（昭和63年）3月13日改正時点での停車パターン
- 凡例…●：停車駅、ー：通過駅
- 臨時停車は含まない。
- 1往復は奥羽本線上ノ山駅（現在のかみのやま温泉駅）まで乗り入れていた。
- 「※西仙台駅」＝西仙台ハイランド駅
- 北上ノ山駅…現在の茂吉記念館前駅
- 東照宮駅・東北福祉大前駅・葛岡駅は未開業

| 運行本数 | 仙台駅 | 北仙台駅 | 北山駅 | 国見駅 | 陸前落合駅 | 愛子駅 | 陸前白沢駅 | 熊ケ根駅 | ※西仙台駅 | 作並駅 | 八ツ森駅 | 奥新川駅 | 面白山高原駅 | 山寺駅 | 高瀬駅 | 楯山駅 | 羽前千歳駅 | 北山形駅 | 山形駅 | 蔵王駅 | 北上ノ山駅 | 上ノ山駅 |
| -------- | ------ | -------- | ------ | ------ | ---------- | ------ | ---------- | -------- | --------- | ------ | -------- | -------- | ------------ | ------ | ------ | ------ | ---------- | -------- | ------ | ------ | ---------- | -------- |
| 1往復    | ●      | －       | －     | －     | －         | －     | －         | －       | －        | －     | －       | －       | －           | －     | －     | －     | －         | －       | ●      |        |            |          |
| 1往復    | ●      | ●        | －     | －     | －         | ●      | －         | －       | －        | ●      | －       | －       | －           | ●      | －     | －     | －         | ●        | ●      | ●      | －         | ●        |
| 5往復    | ●      | ●        | －     | －     | －         | ●      | －         | －       | －        | ●      | －       | －       | －           | ●      | －     | －     | －         | ●        | ●      |        |            |          |
| 1往復    | ●      | ●        | ●      | ●      | ●          | ●      | ●          | ●        | －        | ●      | －       | －       | －           | ●      | －     | －     | －         | ●        | ●      |        |            |          |

2002年（平成14年）時点での停車パターン
- 凡例…●：停車駅、▲：一部列車停車駅、ー：通過駅
- 「※西仙台駅」＝西仙台ハイランド駅
- 東北福祉大前駅は未開業

| 種別     | 仙台駅 | 東照宮駅 | 北仙台駅 | 北山駅 | 国見駅 | 葛岡駅 | 陸前落合駅 | 愛子駅 | 陸前白沢駅 | 熊ケ根駅 | ※西仙台駅 | 作並駅 | 八ツ森駅 | 奥新川駅 | 面白山高原駅 | 山寺駅 | 高瀬駅 | 楯山駅 | 羽前千歳駅 | 北山形駅 | 山形駅 |
| -------- | ------ | -------- | -------- | ------ | ------ | ------ | ---------- | ------ | ---------- | -------- | --------- | ------ | -------- | -------- | ------------ | ------ | ------ | ------ | ---------- | -------- | ------ |
| 特別快速 | ●      | －       | ●        | －     | －     | －     | －         | －     | －         | －       | －        | －     | －       | －       | －           | ●      | －     | －     | －         | －       | ●      |
| 快速     | ●      | －       | ●        | －     | －     | －     | ●          | ●      | ▲          | ▲        | －        | ●      | －       | －       | ▲            | ●      | －     | －     | －         | ●        | ●      |
| 快速     | ●      | －       | ●        | －     | －     | －     | ●          | ●      | ▲          | ▲        | －        | ●      | ▲        | ●        | ▲            | ●      | ●      | ●      | ●          | ●        | ●      |
| 快速     | ●      | ●        | ●        | ●      | ●      | ●      | ●          | ●      | ●          | ●        | －        | ●      | －       | －       | －           | ●      | －     | －     | －         | ●        | ●      |